# Roue du temps (Budapest)
Pour les articles homonymes, voir Roue du temps.
La Roue du temps (en hongrois, Időkerék) est un sablier géant situé dans le 14e arrondissement de Budapest, au sud du Városliget, derrière le Műcsarnok et Hősök tere.

## Description
La sculpture prend la forme d'une roue d'acier de 60 tonnes et de 8 m de diamètre, cylindrique et dont les côtés sont recouverts de granit. Au centre de la roue sont disposées verticalement deux chambres, l'une sur l'autre, à la manière d'un sablier classique ; leur contenu est visible grâce à des vitres. Les chambres contiennent des granulés de verre qui passent lentement depuis la chambre haute vers la chambre basse. L'écoulement complet dure une année.
Chaque 31 décembre, la Roue est retournée d'un demi-tour afin de permettre un nouvel écoulement du verre pendant une année. Ce retournement s'effectue manuellement à l'aide de câbles. Il faut 45 minutes à quatre personnes pour l'effectuer.

## Historique
L'idée et la construction de la Roue du temps est caractérisée par János Herner ; son design est la réalisation d'István Janáky.
La sculpture, mise sur le site d'une statue de Lénine, est inaugurée le 1er mai 2004 pour commémorer l'admission de la Hongrie dans l'Union européenne.